# Unterseeboot 549
L'Unterseeboot 549 (ou U-549) est un sous-marin allemand utilisé par la Kriegsmarine pendant la Seconde Guerre mondiale.

## Historique
Après sa formation à Stettin dans la 4. Unterseebootsflottille jusqu'au 31 décembre 1943, l'U-549 est affecté à une unité de combat à la base sous-marine de Lorient dans la 10. Unterseebootsflottille.
Le sous marin quitte Lorient pour sa seconde patrouille le 14 mai 1944 sous les ordres du Kapitänleutnant Detlev Krankenhagen.
Le 29 mai 1944, l'U-549 repère un Groupe Hunter-killer (Hunter-killer Group TG 21.11), et réussit à s'infiltrer à l'intérieur de celui-ci. Il repère le Porte-avions d'escorte USS Block Island (CVE-21). À 20 h 13, l'U-boot tire trois torpilles T-3 à environ 300 milles à l'ouest-nord-ouest des îles Canaries. Deux d'entre elles touchent le navire et une troisième tirée environ huit minutes plus tard l'envoie définitivement par le fond vers 21 h 55, à la position géographique 31° 13′ 00″ N, 23° 03′ 00″ O. L'U-549 tire deux autres torpilles contre les destroyers d'escorte qui tenteront de contre attaquer. L'une manque l'Eugene E. Elmore (DE-686) mais la seconde touche gravement l'USS Barr (DE-576). L'explosion détruit l'arrière de la salle des machines no 2, tuant quatre membres de l'équipage, en blessant 14, et laissant 12 disparus.
L'U-boot est ensuite repéré et coulé à son tour par la contre attaque des destroyers d'escorte USS Ahrens et USS Eugene E. Elmore à la position géographique 31°13′N 23°03′W. Les 57 membres d'équipage meurent dans cette attaque. Les destroyers secoururent ensuite 674 survivants du porte-avions. 277 autres survivants furent secourus par l'USS Robert I. Paine. Ils furent tous débarqués à Casablanca le 1er juin 1944.
Six Grumman F4F Wildcat étaient en service lorsque l'USS Block Island a été torpillé. N'ayant aucun endroit pour atterrir, ils se sont dirigés vers les îles Canaries, mais ils durent tous amerrir pendant la nuit par manque de carburant. Seulement deux des six pilotes ont été retrouvés.
L'U-549 sera le seul sous marin qui réussira à couler un porte-avion américain dans l'Atlantique et ne recevra malheureusement pas de médaille ou de promotion à titre posthume.

## Affectations successives
- 4. Unterseebootsflottille du 14 juillet 1943 au 31 décembre 1943
- 10. Unterseebootsflottille du 1er janvier 1944 au 29 mai 1944

## Commandement
- Kapitänleutnant Detlev Krankenhagen du 14 juillet 1943 au 29 mai 1944

## Patrouilles
|       | Commandant                 | Départ          | Départ  | Arrivée      | Arrivée | Jours    | Succès   |
| ----- | -------------------------- | --------------- | ------- | ------------ | ------- | -------- | -------- |
| 1     | Kptlt. Detlev Krankenhagen | 11 janvier 1944 | Kiel    | 26 mars 1944 | Lorient | 76 jours |          |
| 2     | Kptlt. Detlev Krankenhagen | 14 mai 1944     | Lorient | 29 mai 1944  | Coulé   | 16 jours | 10 693   |
| Total | Total                      | Total           | Total   | Total        | Total   | 92 jours | 10 693 t |

Notes : Kptlt. = Kapitänleutnant

### Opérations Wolfpack
L'U-549 opéra avec les Wolfpacks (meute de loups) durant sa carrière opérationnelle.
- Igel 1 (3 -17 février 1944)
- Hai 1 (17-22 février 1944)
- Preussen (22 février - 22 mars 1944)

## Navires coulés
L'U-549 a coulé un navire de guerre de 9 393 tonnes et endommagé un autre de 1 300 tonnes au cours des 2 patrouilles qu'il effectua.
| Date        | Nom               | Nationalité        | Tonnage | Convoi | Fait      | Localisation                 |
| ----------- | ----------------- | ------------------ | ------- | ------ | --------- | ---------------------------- |
| 29 mai 1944 | USS Block Island  | United States Navy | 9 393   | -      | Coulé     | 31° 13′ 00″ N, 23° 03′ 00″ O |
| 29 mai 1944 | USS Barr (DE-576) | United States Navy | 1 300   | -      | Endommagé | 31° 13′ 00″ N, 23° 03′ 00″ O |

### Sources
- U-549 sur Uboat.net